# Ivan Kovalev
Pour les articles homonymes, voir Kovalev.
Ivan Alexandrovitch Kovalev, né le 26 juillet 1986 à Sverdlovsk, est un coureur cycliste russe.

## Palmarès sur route

### Par années
- 2009
  - 4e étape des Cinq anneaux de Moscou
  - 2e étape du Tour du Costa Rica
- 2010
  - Prologue des Cinq anneaux de Moscou
  - 3e de la Mayor Cup
- 2011
  - 3e et 8e étapes du Friendship People North-Caucasus Stage Race
  - 2e du Tour de Chine
- 2013
  - Grand Prix de Moscou

### Classements mondiaux
| Année            | 2005   | 2006   | 2007 | 2008 | 2009 | 2010 | 2011 | 2012 | 2013 | 2014   |
| ---------------- | ------ | ------ | ---- | ---- | ---- | ---- | ---- | ---- | ---- | ------ |
| UCI Africa Tour  |        |        | 184e |      |      |      |      |      |      |        |
| UCI America Tour |        |        |      |      |      | 248e |      |      |      |        |
| UCI Asia Tour    |        |        |      |      |      |      | 12e  | 145e |      |        |
| UCI Europe Tour  | 1 282e | 1 248e |      |      | 736e | 471e |      |      | 196e | 1 057e |

## Palmarès sur piste

### Jeux olympiques
- Londres 2012
  - 4e de la poursuite par équipes

### Championnats du monde
- Apeldoorn 2011
  -  Médaillé d'argent en poursuite par équipes
- Minsk 2013
  - 5e de la poursuite par équipes
  - 14e de l'américaine
- Cali 2014
  -  Champion du monde du scratch
  - 4e de la poursuite par équipes
- Saint-Quentin-en-Yvelines 2015
  - 5e de la poursuite par équipes
  - 7e du scratch

### Coupe du monde
- 2004-2005
  - 3e de la poursuite à Sydney
- 2005-2006
  - Classement général du scratch 
  - 1er du scratch à Moscou
  - 2e du scratch à Los Angeles
- 2006-2007
  - 1er du scratch à Moscou
  - 2e de la poursuite par équipes à Moscou
  - 2e de la poursuite par équipes à Manchester
- 2008-2009
  - 3e de l'américaine à Manchester (avec Sergey Kolesnikov)
- 2009-2010
  - 1er du scratch à Manchester

- 2011-2012
  - 1er de la poursuite par équipes à Astana (avec Ievgueni Kovalev, Alexey Markov et Alexander Serov)
  - 1er de la poursuite par équipes à Pékin (avec Ievgueni Kovalev, Alexey Markov et Alexander Serov)

### Championnats d'Europe
| Espoirs - 2005 - Champion d'Europe de poursuite par équipes espoirs (avec Alexander Khatuntsev, Sergey Kolesnikov, et Valery Valynin) - 2008 - Champion d'Europe de la course aux points espoirs | Élites - Pruszków 2010 - Médaillé d'argent de la poursuite par équipes - Apeldoorn 2011 - Médaillé de bronze de la poursuite par équipes - Apeldoorn 2013 - Médaillé d'argent de la poursuite par équipes - Baie-Mahault 2014 - Médaillé de bronze de la poursuite par équipes |

### Championnats de Russie
- Champion de Russie de poursuite par équipes : 2011 (avec Ievgueni Kovalev, Alexei Markov et Alexander Serov)
- Champion de Russie de l'omnium : 2011